# 엘도라도넓적코박쥐
엘도라도넓적코박쥐(Platyrrhinus aurarius)는 주걱박쥐과(신세계잎코박쥐과)에 속하는 박쥐의 일종이다. 기아나와 수리남, 브라질 북부 그리고 베네수엘라 남부 지역에서 발견된다.